# Stepan Popel
Stepan (Stefan, Stephan, Stephen) Popel (Popiel) (15 août 1909,  Komarniki, Galicie, Autriche-Hongrie (aujourd'hui Ukraine); 27 décembre 1987, Fargo, Dakota du Nord (USA) est un champion d'échecs.

## Biographie
Stepan Popel était le neveu du maître Ignatz von Popiel (1863-1941) et prit goût précocement au jeu d'échecs. Il joua son premier tournoi à l'âge de 12 ans. Il devint ensuite le meilleur joueur d'échecs de la région et est aujourd'hui considéré comme l'un des maîtres importants de l'avant Seconde Guerre mondiale en Europe. Il obtint en 1931 une maîtrise en français, en latin et de littérature à l'Université de Lviv. Il fut également le secrétaire personnel du métropolite gréco-catholique Andrey Sheptytsky pendant la Seconde Guerre mondiale.
En 1929, Popel remporta un championnat à Lviv, suivi de E. Kaufman, Henryk Friedman, Oskar Piotrowski etc. En 1929 et 1934, il fut membre de l'équipe de Lviv aux premier et deuxième championnats par équipe de Pologne. En 1934, il fut membre de l'équipe polonaise à l'Olympiade par correspondance. En 1935-1936, il prit la 9e place au championnat par correspondance de Pologne.
En 1943, Popel publia à Cracovie son manuel Poczatki szachista (Introduction aux échecs) en ukrainien. La même année, il fut ex æquo avec Myroslav Turianski à Lviv. En 1943, il gagna à Sambor puis à Sanok en 1944. À l'approche de l'Armée rouge, il réussit à éviter la déportation en Sibérie ou tout autre destin comparable à celui de Vladimirs Petrovs. En 1944, Stepan Popel se retrouva à Cracovie où il fit match nul contre Fedor Bogatyrchuk (2 à 2). À la fin de la guerre, il s'échappa à l'Ouest et arriva en France.
En 1950-1951, Popel gagna au championnat d'Hastings (Premier Reserve Major). Il remporta en 1951 le 26e Championnat d'échecs de Paris. En 1951-1952, il finit 4e-6e ex æquo à Hastings. En avril 1953, il remporta le 28e Championnat de Paris devant Maurice Raizman ; puis, encore en 1954, la 29e édition. En 1954, il termina quatrième à Sarrebruck. En 1954-1955, il joua au tournoi international de Paris. En 1955-1956, il finit deuxième à Hastings (Réserves Premier Major).
En 1956, Popel fut autorisé à émigrer vers les États-Unis. En tant que maître américain, il remporta trois fois le championnat de l'État du Michigan en 1957, 1958 et 1959. Il remporta également le « North Central Open » du Wisconsin en 1957, où son jeune compétiteur Bobby Fischer prit la sixième place. En 1958, Popel prit la 4e place au « North Central Open » et la 6e au « Western Open », deux rencontres remportées par Pal Benko. Vers 1960, Stepan Popel devint professeur de langue et littérature française à la « North Dakota State University » de Fargo. Il continua à participer à des tournois et fut onze fois champion du Dakota du Nord (de 1965 à 1980). En 1966, il finit 2e au « Ukrainian Sport Centrale of America & Canada ». Il remporta en 1969 un championnat de l'« USCA&C ». En 1970, il termina 3e au  « North Central Open ». Popel joua à l'Open des États-Unis à Lincoln (Nebraska) (1969), Atlantic City (1972), Chicago (1973) et Columbus (Ohio) (1977). En 1986, il finit ex æquo aux 5e et 8e places au championnat de l'USCA&C remporté par Orest Popovych.
Popel, mort en 1987, est enterré à Fargo. Sa ville natale ne l'a cependant pas oublié. En 1996, la ville de Lviv a organisé le premier tournoi international d'échecs à sa mémoire.

## Parties mémorables
- Stepan Popel vs Czarnecki, Paris 1947, Grünfeld Defense, D94, 1-0
- Stepan Popel vs Daniel Yanofsky, Hastings 1951/52, King's Indian Attack, Wahls Defense, A11, 1/2-1/2
- Harry Golombek vs Stepan Popel, Hastings 1951/52, English Opening, A16, 0-1
- Maurice Raizman vs Stepan Popel, Paris 1953, Neo-Grünfeld Defense, Main line, D79, 0-1
- Robert James Fischer vs Stephan Popel, Oklahoma City 1956, US-Open, King's Indian Attack, Symmterical Defense, A05, 1/2-1/2

## Source de la traduction
- (en) Cet article est partiellement ou en totalité issu de l’article de Wikipédia en anglais intitulé « Stepan Popel » (voir la liste des auteurs).